# Loxophlebia braziliensis
Loxophlebia braziliensis là một loài bướm đêm thuộc phân họ Arctiinae, họ Erebidae.